# Макманус, Джим
Джим МакМа́нус (англ. Jim McManus; 19 мая 1940 — 25 мая 2023) — английский актёр.

## Карьера
Джим дебютировал в кино в 1961 году, сыграв роль мужчины на водопроводной станции в фильме «День, когда Земля загорелась». В 2007 году МакМанус сыграл роль Аберфорта Дамблдора в фильме «Гарри Поттер и Орден Феникса». В 2008 году он сыграл свою 43-ю и последнюю роль — Джексона в фильме «Лёгкое поведение».

## Избранная фильмография
| Год       |   | Русское название             | Оригинальное название                     | Роль                                                                      |
| --------- | - | ---------------------------- | ----------------------------------------- | ------------------------------------------------------------------------- |
| 1961      | ф | День, когда Земля загорелась | The Day the Earth Caught Fire             | мужчина на водопроводной станции                                          |
| 1977      | с | Доктор Кто                   | Doctor Who                                | офтальмолог                                                               |
| 1979      | ф | Убийство по приказу          | Murder by Decree                          | полицейский                                                               |
| 1982      | с | Дуракам везёт                | Only Fools and Horses                     | Алекс                                                                     |
| 1988—2000 | с | Чисто английское убийство    | The Bill                                  | Уоссерманн/мистер Блейк/владелец «B&B»/Роб Лейвер/Билл Уотсон/мистер Грин |
| 2002      | с | Бархатные ножки              | Tipping the Velvet                        | Трики Ривс                                                                |
| 2007      | ф | Гарри Поттер и Орден Феникса | Harry Potter and the Order of the Phoenix | Аберфорт Дамблдор                                                         |
| 2008      | ф | Лёгкое поведение             | Easy Virtue                               | Джексон                                                                   |